# Johan Sköld
Johan Niklas Sköld, född 1974 i Malmö, är en svensk TV-producent, komiker, manusförfattare och programledare.

## Biografi
Sköld började sin yrkesbana som projektledare på reklam- och konsultbyrå samt som vVD på ett produktionsbolag i reklambranschen. Han övergick sedan till TV-branschen där han jobbat professionellt som producent och programutvecklare. TV-karriären började i humorgenren 2002 då han medverkade som manusförfattare till SVT:s Kvarteret Skatan och På minuten i Sveriges Radio. Sedan dess har han arbetat med flera humorprogram på TV, bland annat Morgonsoffan med Petra Mede och David Batra, Robins och Guldbaggen 2009.
Under hösten 2009 gjorde Johan Sköld TV-debut som ståuppkomiker i programmet RAW Comedy Club på Kanal 5 och har även synts i rutan i småroller i TV4:s humorserier Solsidan och Familjen Holstein-Gottorp.
Inför The Masters 2016 började han som programledare för golfmagasinet Tee Party (som sänds på C More Golf och på Youtube), ett program som nu (2019) är inne på sin fjärde säsong. Han har även synts i andra golfsammanhang, exempelvis som intervjuare och konferencier under Nordea Masters på Hills 2018.